# Victor Esem Wood
Victor Esem Wood es un diplomático ghanés retirado.
- De 1959 a 1964 fue encargado de las Relaciones públicas de la Alta Comisión en Londres.
- Del 31 de julio de 1974 a 1976 fue Alto Comisionado en Canberra (Australia).
- El 18 de abril de 1975 fue coacreditado en Kuala Lumpur (Malasia).
- De 1976 a 1982 fue embajador en Tokio.
- En 1979 fue coacreditado en Seúl (Corea del Sur).
- De febrero de 1989 a mayo de 1994 fue Alto Comisionado en Nueva Delhi (India).[1]